# 렐리아

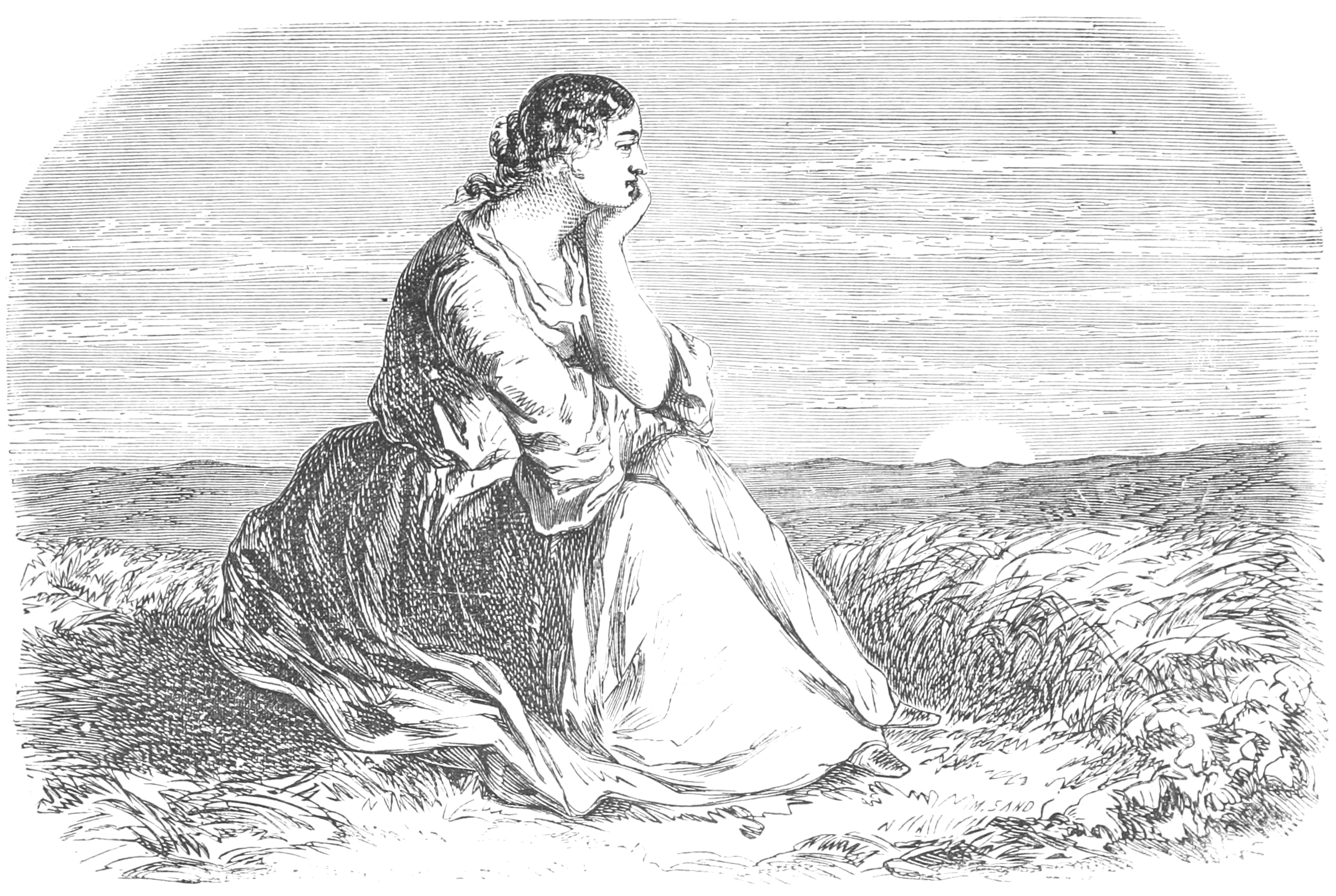

《렐리아》(Lélia)는 프랑스 낭만주의의 대표적인 소설가 조르주 상드가 지은 소설이다.
상드의 초기작이다. 낭만주의의 전형적인 면모를 잘 보여주고 있다. 이 소설은 육체의 본능에 대한 기나긴 고백서로 사랑의 환멸을 묘사하고 그 원인을 분석하고 있다. 상드의 제2의 필명이 될 정도로 밀접하게 결합되어 있는 주인공 렐리아의 삶을 통해서 독자들은 상드의 내면 속 고뇌와 서정을 엿볼 수 있다.
오랫동안 조르주 상드는 작가로서 보다는 양성 평등을 주장한(적어도 애정과 결혼에 대해서는) 당당한 연인이자, 바람기 있는 그러나 상처받은 여자로, 또 열정적인 혁명가로서 더욱 유명했다. 이러한 그녀의 소설 《렐리아》(1833)는 너무 적나라하게 자신을 표현한 것을 후회해 일부를 삭제해서 개정판(1839)을 내고, ‘렐리아’가 또 다른 필명이 될 정도로 상드와 밀접하게 결부되어 있다.

## 소설 속 인물
상드는 이 소설에서 사랑의 환멸을 묘사하고 그 원인을 분석하는 한편, 다양한 등장인물들을 통해 보다 광범위한 인간의 내면세계를 탐구하고자 했다. 이 소설의 등장인물들은 살아 있는 존재라기보다는 인격화된 사상과 비유다. 각 인물들은 ‘렐리아 - 의심’, ‘트랑모르 - 속죄’, ‘스테니오 - 시’, ‘마뉘스 - 미신’, ‘퓔셰리 - 육체적 쾌락’을 나타낸다. 이들은 또한 인생의 다양한 시기를 대변하고 있는데, 스테니오는 순진한 젊은이를, 렐리아는 제1의 청춘보다 더욱 열정적이고 위험한 제2의 청춘을, 트랑모르는 원숙한 지혜를 대표한다. 이러한 인물들은 모두 조르주 상드 자신으로, 한때의 자신의 모습을 여러 인물로 나타낸 것이다. 유년기에 마뉘스의 미신을, 청년기에 스테니오의 열정과 렐리아의 고뇌를 체험했으며, 트랑모르의 지혜는 상드가 지향하는 것이었다. 자신의 모습을 통해 인간의 보편적인 정신적 삶의 형상들을 재현한 이 소설은 그녀에게는 물론이고 독자들에게도 자신의 내면의 모습을 비춰볼 수 있는 거울이 될 것이다.